# Tyrone Booze
Tyrone Booze est un boxeur américain né le 12 février 1959 à Hartford, Connecticut.

## Carrière
Il remporte le titre de champion du monde des lourds-légers WBO laissé vacant par Magne Havnaa en battant le 25 juillet 1992 Derek Angol par KO à la 7e reprise. Booze domine ensuite aux points Ralf Rocchigiani mais perd sa ceinture le 13 février 1993 face à l'Allemand Markus Bott.